# Cyril Denneny
Temple de la renommée : 1959
Cyril Joseph Denneny, dit Cy Denneny, (né le 23 décembre 1891 - mort le 10 septembre 1970 à Ottawa) est un joueur professionnel canadien de hockey sur glace. Il joue dans la ligue majeur de hockey sur glace, la Ligue nationale de hockey, au début de celle-ci. Né à Farran's Point en Ontario, il joue pour les Sénateurs d'Ottawa dans la Ligue nationale de hockey de 1917 à 1928. Il joue sa dernière saison professionnelle avec les Bruins de Boston en 1928-1929. Il aide les Sénateurs à gagner la coupe Stanley à quatre reprises et une fois avec les Bruins. Son frère cadet, Corb Denneny, a également joué dans la LNH. En 1959, il est admis au temple de la renommée du hockey.

## Biographie

### Carrière de joueur
En 1924, il finit meilleur pointeur de la ligue avec un total de vingt-quatre points constitués de vingt-deux buts et de deux passes décisives.

### Carrière d'assistant-entraîneur  et entraîneur
Pour sa dernière saison en tant que joueur, il rejoint les Bruins de Boston, en 1928-1929. Il occupe alors le poste de joueur mais également d'assistant-entraîneur pour les Bruins. Il aide Art Ross à conduire l'équipe à la victoire de la Coupe Stanley. Il retourne au sein de l'équipe d'Ottawa en 1932. Il ne reste qu'une saison avant de mettre fin à sa carrière d'assistant-entraîneur. Il est remplacé dans ses fonctions par Buck Boucher.

## Statistiques
| Saison     | Équipe                        | Ligue      |     | Saison régulière | Saison régulière | Saison régulière | Saison régulière | Saison régulière |    | Séries éliminatoires | Séries éliminatoires | Séries éliminatoires | Séries éliminatoires | Séries éliminatoires |
| Saison     | Équipe                        | Ligue      | PJ  | B                | A                | Pts              | Pun              | PJ               | B  | A                    | Pts                  | Pun                  |                      |                      |
| 1909-1910  | Sons of England de Cornwall   | LOVHL      | -   | -                | -                | -                | -                | -                | -  | -                    | -                    | -                    |                      |                      |
| 1910-1911  | Internationaux de Cornwall    | LOVHL      | 8   | 4                | 0                | 4                | -                | -                | -  | -                    | -                    | -                    |                      |                      |
| 1911-1912  | Internationaux de Cornwall    | LOVHL      | 8   | 9                | 0                | 9                | 16               | -                | -  | -                    | -                    | -                    |                      |                      |
| 1912-1913  | Athletics de Russell          | LOVHL      | -   | -                | -                | -                | -                | -                | -  | -                    | -                    | -                    |                      |                      |
| 1913-1914  | McKinley Mines de Cobalt      | Co MHL     | 9   | 12               | 0                | 12               | 8                | -                | -  | -                    | -                    | -                    |                      |                      |
| 1914-1915  | Athletics de Russell          | LOVHL      | 3   | 3                | 0                | 3                | -                | -                | -  | -                    | -                    | -                    |                      |                      |
| 1914-1915  | Ontarios-Shamrocks de Toronto | ANH        | 8   | 6                | 0                | 6                | 43               | -                | -  | -                    | -                    | -                    |                      |                      |
| 1915-1916  | Blueshirts de Toronto         | ANH        | 24  | 24               | 4                | 28               | 57               | -                | -  | -                    | -                    | -                    |                      |                      |
| 1916-1917  | Sénateurs d'Ottawa            | ANH        | 10  | 3                | 0                | 3                | 17               | 2                | 1  | 0                    | 1                    | 8                    |                      |                      |
| 1917-1918  | Sénateurs d'Ottawa            | LNH        | 20  | 36               | 10               | 46               | 80               | -                | -  | -                    | -                    | -                    |                      |                      |
| 1918-1919  | Sénateurs d'Ottawa            | LNH        | 18  | 18               | 4                | 22               | 58               | 5                | 3  | 2                    | 5                    | 6                    |                      |                      |
| 1919-1920  | Sénateurs d'Ottawa            | LNH        | 24  | 16               | 6                | 22               | 31               | -                | -  | -                    | -                    | -                    |                      |                      |
| 1920-1921  | Sénateurs d'Ottawa            | LNH        | 24  | 34               | 5                | 39               | 10               | 2                | 2  | 0                    | 2                    | 5                    |                      |                      |
| 1921-1922  | Sénateurs d'Ottawa            | LNH        | 22  | 27               | 12               | 39               | 20               | 2                | 2  | 0                    | 2                    | 4                    |                      |                      |
| 1922-1923  | Sénateurs d'Ottawa            | LNH        | 24  | 23               | 11               | 34               | 28               | 2                | 2  | 0                    | 2                    | 2                    |                      |                      |
| 1923-1924  | Sénateurs d'Ottawa            | LNH        | 22  | 22               | 2                | 24               | 10               | 2                | 2  | 0                    | 2                    | 2                    |                      |                      |
| 1924-1925  | Sénateurs d'Ottawa            | LNH        | 29  | 27               | 15               | 42               | 16               | -                | -  | -                    | -                    | -                    |                      |                      |
| 1925-1926  | Sénateurs d'Ottawa            | LNH        | 36  | 24               | 12               | 36               | 18               | 2                | 0  | 0                    | 0                    | 4                    |                      |                      |
| 1926-1927  | Sénateurs d'Ottawa            | LNH        | 42  | 17               | 6                | 23               | 16               | 6                | 5  | 0                    | 5                    | 0                    |                      |                      |
| 1927-1928  | Sénateurs d'Ottawa            | LNH        | 43  | 3                | 0                | 3                | 12               | 2                | 0  | 0                    | 0                    | 0                    |                      |                      |
| 1928-1929  | Bruins de Boston              | LNH        | 23  | 1                | 2                | 3                | 2                | 3                | 0  | 0                    | 0                    | 0                    |                      |                      |
| Totaux LNH | Totaux LNH                    | Totaux LNH | 328 | 248              | 85               | 333              | 301              | 25               | 16 | 2                    | 18                   | 23                   |                      |                      |

## Trophées et honneurs personnels
- Coupe Stanley en 1920, 1921 et 1923 avec les Sénateurs
- Meilleur pointeur des séries de 1921
- Meilleur pointeur de la saison 1923-24
- Coupe Stanley en 1929 avec les Bruins